# باسفيد (مقاطعة فارياب)
باسفيد (بالفارسية: پاسفید) هي قرية تقع في البلدة المركزية في إيران. يقدر عدد سكانها بـ 673 نسمة بحسب إحصاء 2016.